# Championnat des Seychelles de football 1998
Navigation
Saison précédente Saison suivante
La saison 1998 de Barclays First Division est la dix-neuvième édition de la première division seychelloise. Les neuf meilleures équipes du pays s'affrontent en matchs aller et retour au sein d'une poule unique. À la fin du championnat, les deux derniers du classement sont relégués et remplacés par la meilleure équipe de deuxième division, et le septième affronte le second de D2, lors d'un barrage.
C'est le club du Red Star FC qui a été sacré champion des Seychelles pour la première fois de son histoire. Le club termine en tête du classement final du championnat, avec un point d'avance sur Saint-Michel United.
Le Red Star FC se qualifie pour la Ligue des champions de la CAF 1999.

## Les équipes participantes
| - Saint-Michel United - Red Star FC - Sunshine SC - Saint-Louis FC - La Passe FC | - Western Tigers - Ascot - Foresters (Mont Fleuri) - Promu de D2 - Falcons |

## Compétition

### Classement
Le classement est établi sur le barème de points classique (victoire à 3 points, match nul à 1, défaite à 0).
| Rang | Équipe                     | Pts | J  | G  | N | P  | Bp | Bc | Diff |
| ---- | -------------------------- | --- | -- | -- | - | -- | -- | -- | ---- |
| 1    | Red Star FC                | 59  | 24 | 19 | 2 | 3  | 62 | 24 | +38  |
| 2    | Saint Michel United FC'T'C | 58  | 24 | 18 | 4 | 2  | 77 | 15 | +62  |
| 3    | Saint-Louis FC             | 45  | 24 | 14 | 3 | 7  | 54 | 38 | +16  |
| 4    | La Passe FC                | 36  | 24 | 10 | 6 | 8  | 40 | 37 | +3   |
| 5    | Sunshine SC                | 35  | 24 | 10 | 5 | 9  | 49 | 26 | +23  |
| 6    | Ascot                      | 29  | 24 | 8  | 5 | 11 | 37 | 46 | -9   |
| 7    | Foresters (Mont Fleuri)P   | 19  | 24 | 5  | 4 | 15 | 28 | 47 | -19  |
| 8    | Falcons                    | 12  | 24 | 2  | 6 | 16 | 21 | 85 | -64  |
| 9    | Western Tigers             | 11  | 24 | 2  | 5 | 17 | 15 | 65 | -50  |

| Légende : Qualifications et relégations | Légende : Qualifications et relégations                                                     |
| --------------------------------------- | ------------------------------------------------------------------------------------------- |
|                                         | Qualification pour la Ligue des champions de la CAF 1999                                    |
|                                         | Qualification pour la Coupe d'Afrique des vainqueurs de coupe de football 1999              |
|                                         | Participation au barrage de promotion-relégation                                            |
|                                         | Relégation directe en deuxième division                                                     |
|                                         | T : Tenant du titre P : Promu de deuxième division C : Vainqueur de la Coupe des Seychelles |

#### Barrage Promotion/Relégation
Le septième de première division affronte le second de deuxième division pour une place en D1.
| Équipe 1              | Résultat | Équipe 2                |
| --------------------- | -------- | ----------------------- |
| Rivière Anglaise (D2) | 2 - 1    | Foresters (Mont Fleuri) |

- Rivière Anglaise monte en D1, Foresters descend en D2.

## Bilan de la saison
| Championnat des Seychelles de football 1998              |                         |
| Champion                                                 | Red Star FC (1er titre) |
| Coupes et trophées                                       |                         |
| Vainqueur de la Coupe des Seychelles 1998                | Saint-Michel United     |
| Qualifications continentales                             |                         |
| Ligue des champions de la CAF 1999                       | Red Star FC             |
| Coupe d'Afrique des vainqueurs de coupe de football 1999 | Saint-Michel United     |
| Promotions et relégations                                |                         |
| Promus en Barclays First Division                        | Rovers                  |
| Promus en Barclays First Division                        | Rivière Anglaise        |
| Relégués en Second Division                              | Foresters (Mont Fleuri) |
| Relégués en Second Division                              | Falcons                 |
| Relégués en Second Division                              | Western Tigers          |